# 타깃 코퍼레이션

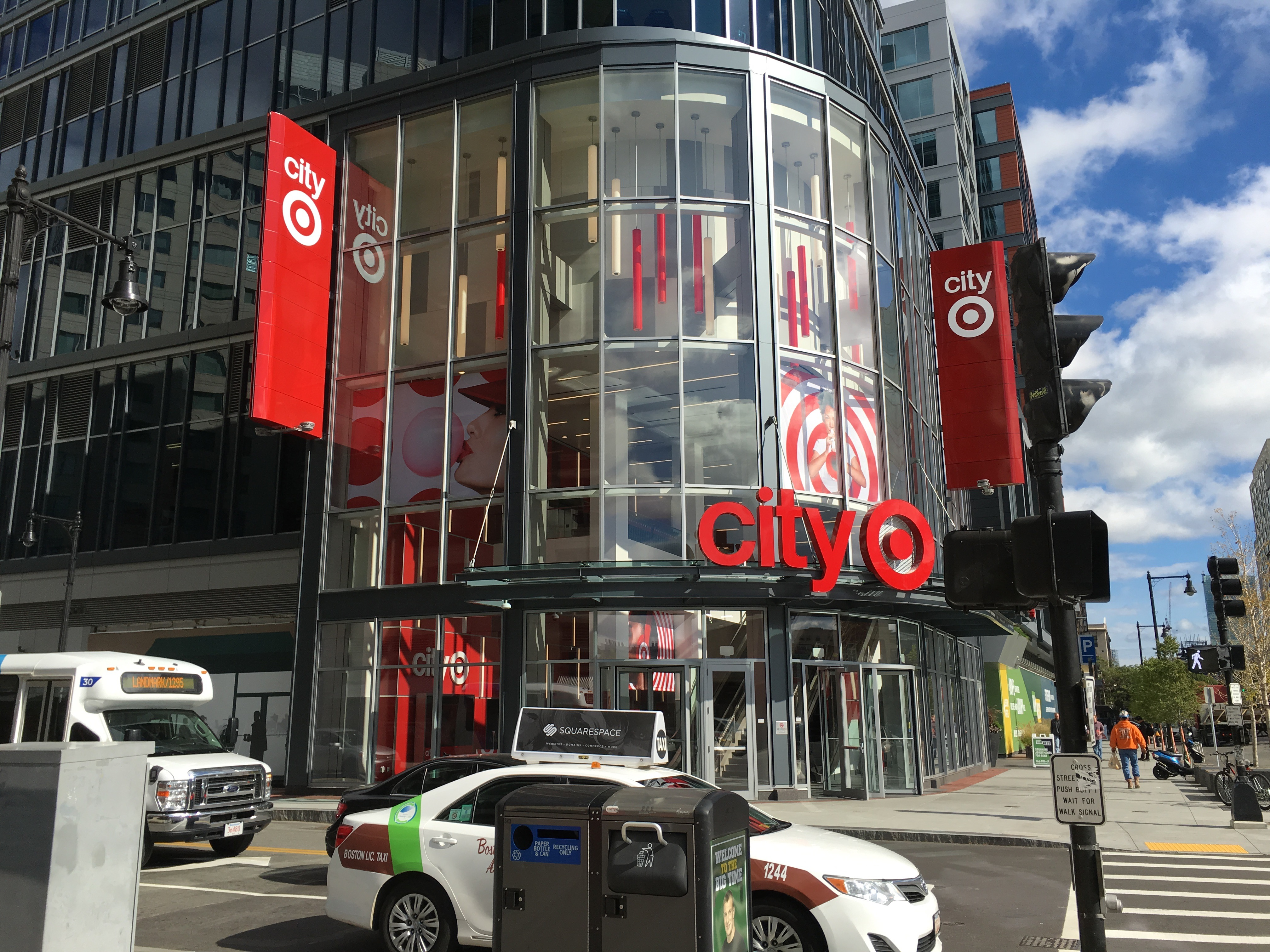
USA

타깃 코퍼레이션(Target Corporation, NYSE: TGT)은 미국의 종합 유통업체이다. 본사는 미네소타주 미니애폴리스에 있다. 미국에서 여덟 번째 규모의 유통업체이다.
가공식품, 일용잡화, 가구, 옷, 전자제품을 취급하는 대형 할인점 타깃 점포가 많으며, 이러한 할인점에 생식품 분야를 강화한 하이퍼마켓 형태의 점포는 슈퍼타깃(SuperTarget)이라고 한다.
2021년 기준으로 미국 전역에 1,926개의 점포를 가지고 있으며 2021년 포츈 500(Fortune 500) 30위에 올랐다.

## 역사
1902년, 미니애폴리스에서 조지 데이턴이 데이턴 드라이 구즈 컴퍼니(Dayton Dry Goods Company)라는 이름의 백화점으로 설립한 것이 기원이다. 데이턴은 1956년 미니애폴리스 근교 이드나의 넓은 부지에 최초의 현대식 쇼핑몰을 세우고, 1962년 세인트폴 근교의 로즈빌에 대형 할인점의 원조인 타깃이라는 점포를 개설하였다.
1969년, 데이턴은 성장을 거듭하여 1881년 창립된 미시간주 디트로이트의 백화점 체인 허드슨스(Hudson's)와 합병하여, 데이턴 허드슨 코퍼레이션(Dayton Hudson Corporation)로 개편되었다. 1970년대에 구조조정을 거쳐, 1980년대에 각지의 여러 유통업체를 인수하면서 사업을 크게 확장하고, 타깃 할인점 점포를 늘리며 전국적인 체인망을 갖춘 유통업체로 성장하였다.
2000년 8월, 대표적인 점포 이름을 따 기업 명칭을 타깃 코퍼레이션으로 변경했다. 한편 타깃은 2005년 인도 벵갈루루에 진출했고, 2011년에는 캐나다로 진출을 발표하였다. 타깃은 2013년까지 캐나다의 할인점 체인 젤러스를 인수하여 젤러스 이름으로 캐나다에서 133개의 점포를 운영하였다. 하지만, 2015년 1월 5일 캐나다에서 철수한다고 발표하였다. 마지막 캐나다 매장은 2015년 4월 12일에 닫았다.

## 사진

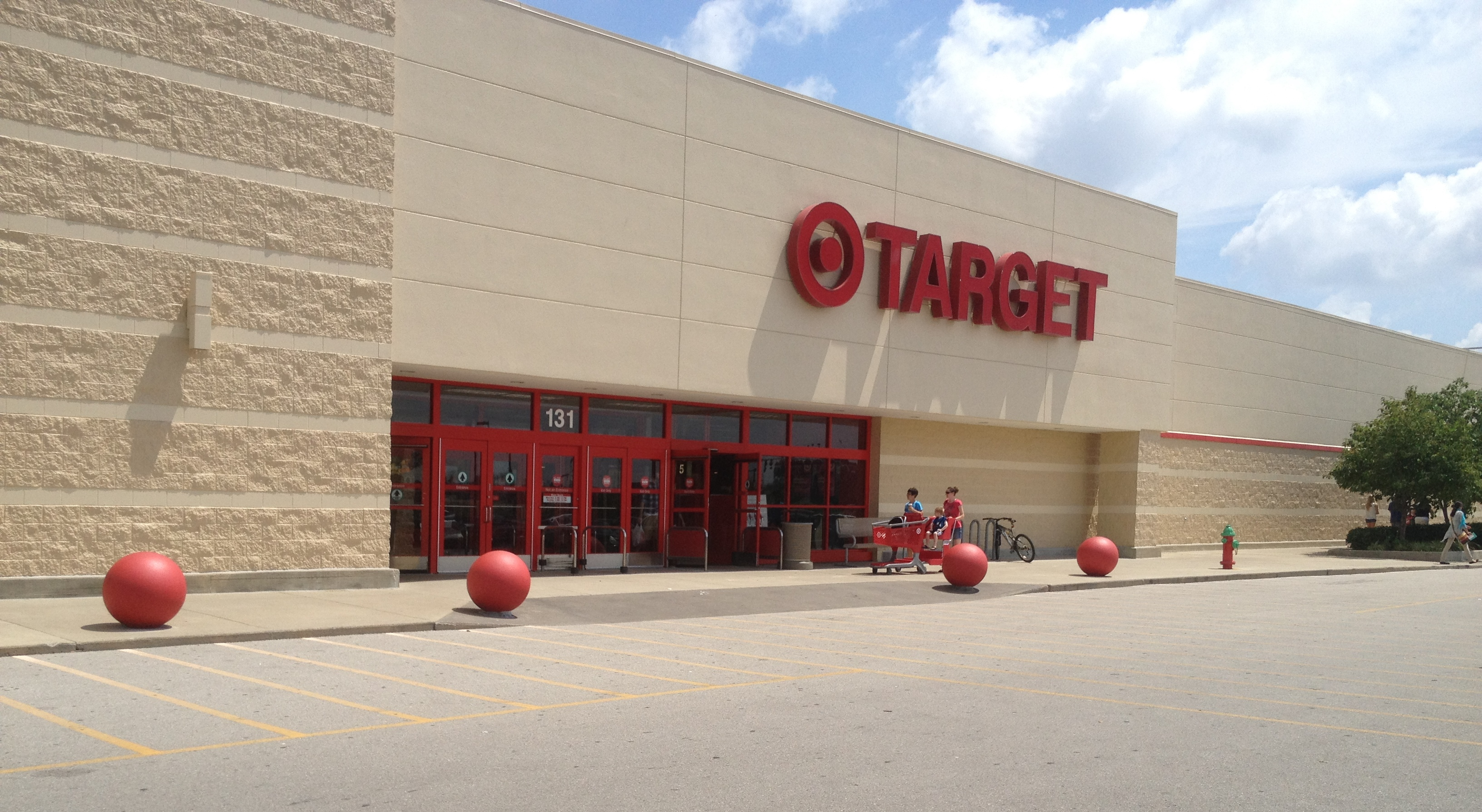
켄터키주 렉싱턴에 있는 타깃 매장
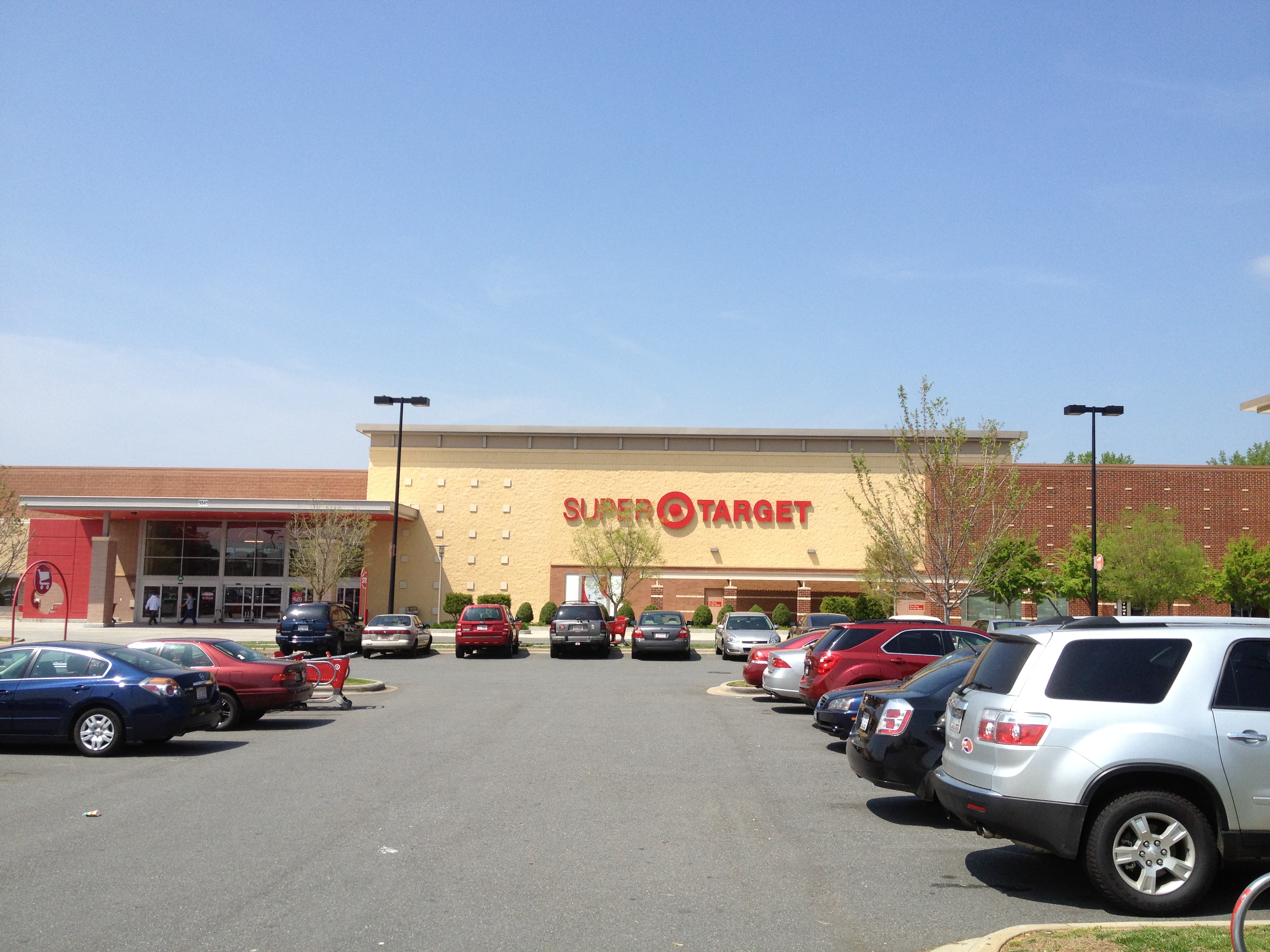
노스캐롤라이나주 샬럿에 있는 슈퍼타깃 매장

## 참고 문헌
- Leebrick, Kristal (2013). Dayton's: A Twin Cities Institution.
- Rowley, Laura (2003). 《On Target: How the World's Hottest Retailer Hit a Bull's-Eye》. 호보컨: John Wiley & Sons. ISBN 978-0-471-25067-8. 2017년 9월 30일에 원본 문서에서 보존된 문서.